# Приз глядацьких симпатій (Міжнародний кінофестиваль у Локарно)
«Приз глядацьких симпатій» (італ. The Prix du Public UBS) — приз, який вручається глядацькою аудиторією на  щорічному кінофестивалі у Локарно, Швейцарія.

## Лауреати
- 1994 — Без шкіри, реж. Алессандро Д’Алатрі
- 1995 — Дим, реж. Вейн Ван
- 1996 — Мікрокосмос, реж. Клод Нурідзані та Марі Перену
- 2000 — Невидимка, реж. Пол Верховен
- 2001 — Лагаан, реж. Ашутош Говарікер
- 2002 — Грай, як Бекхем, реж. ГурІндер Чадха
- 2003 — Диво Берна, реж. Зонке Вортманн
- 2004 — Сирійська наречена, реж. Еран Рікліс
- 2005 — Зайна, покорителька Атлаських гір, реж. Бурлем Герджу
- 2006 — Життя інших, реж. Флоріан Хенкель фон Доннерсмарк
- 2007 — Смерть на похоронах, реж. Френк Оз
- 2008 — Син Рембо, реж. Ґарт Дженнінгс
- 2009 — Зникнення Юлії, реж. Крістоф Шауб
- 2010 — Менеджер з персоналу, реж. Еран Рікліс
- 2011 — Пан Лазар, реж. Філіпп Фалардо
- 2012 — Лоре, реж. Кейт Шортланд
- 2013 — Габріель, реж. Луіз Аршамбо
- 2014 — Швейцарські герої, реж. Пітер Луізі
- 2015 — Держава проти Фріца Бауера, реж. Ларс Крауме[1]